# فیزیک گرما
فیزیک گرما کتابی از فیلیپ ام. مورس با ترجمهٔ یوسف ثبوتی و محمدرضا خواجه‌پور است که در سال ۱۳۷۲ منتشر و در مراسم کتاب سال جمهوری اسلامی ایران به‌عنوان کتاب برگزیده معرفی شد.